# Jin Yong
Jin Yong (Haining, 10 maart 1924 – Hongkong, 30 oktober 2018), pseudoniem van Zha Liangyong was een Chinese schrijver.

## Biografie
Hij staat vooral bekend onder zijn bijnaam Jin Yong. Jin Yong was een Chinese schrijver en wuxia ("vechtkunsten en ridderlijkheid") die in 1959 de dagelijks uitkomende krant "Ming Pao" in Hongkong oprichtte. Hij was daar ook de eerste hoofdredacteur. Jin Yong was in die periode de beroemdste schrijver van Hongkong.
Hij stierf op 30 oktober 2018, op 94-jarige leeftijd, in Hongkong.

### Romans
- The Young Flying Fox （飞狐外传）
- Fox Volant of the Snowy Mountain （雪山飞狐）
- A Deadly Secret （连城诀）
- Demi-Gods and Semi-Devils （天龙八部）
- The Legend of the Condor Heroes （射雕英雄传）
- White Horse Neighs in the Western Wind （白马啸西风）
- The Deer and the Cauldron （鹿鼎记）
- The Smiling, Proud Wanderer （笑傲江湖）
- The Book and the Sword （书剑恩仇录）
- The Return of the Condor Heroes （神雕侠侣）
- Ode to Gallantry  （侠客行）
- The Heaven Sword and Dragon Saber （倚天屠龙记）
- Sword Stained With Royal Blood （碧血剑）
- Blade-dance of the Two Lovers （鸳鸯刀）
- Sword of the Yue Maiden （越女剑）